# Annubanini

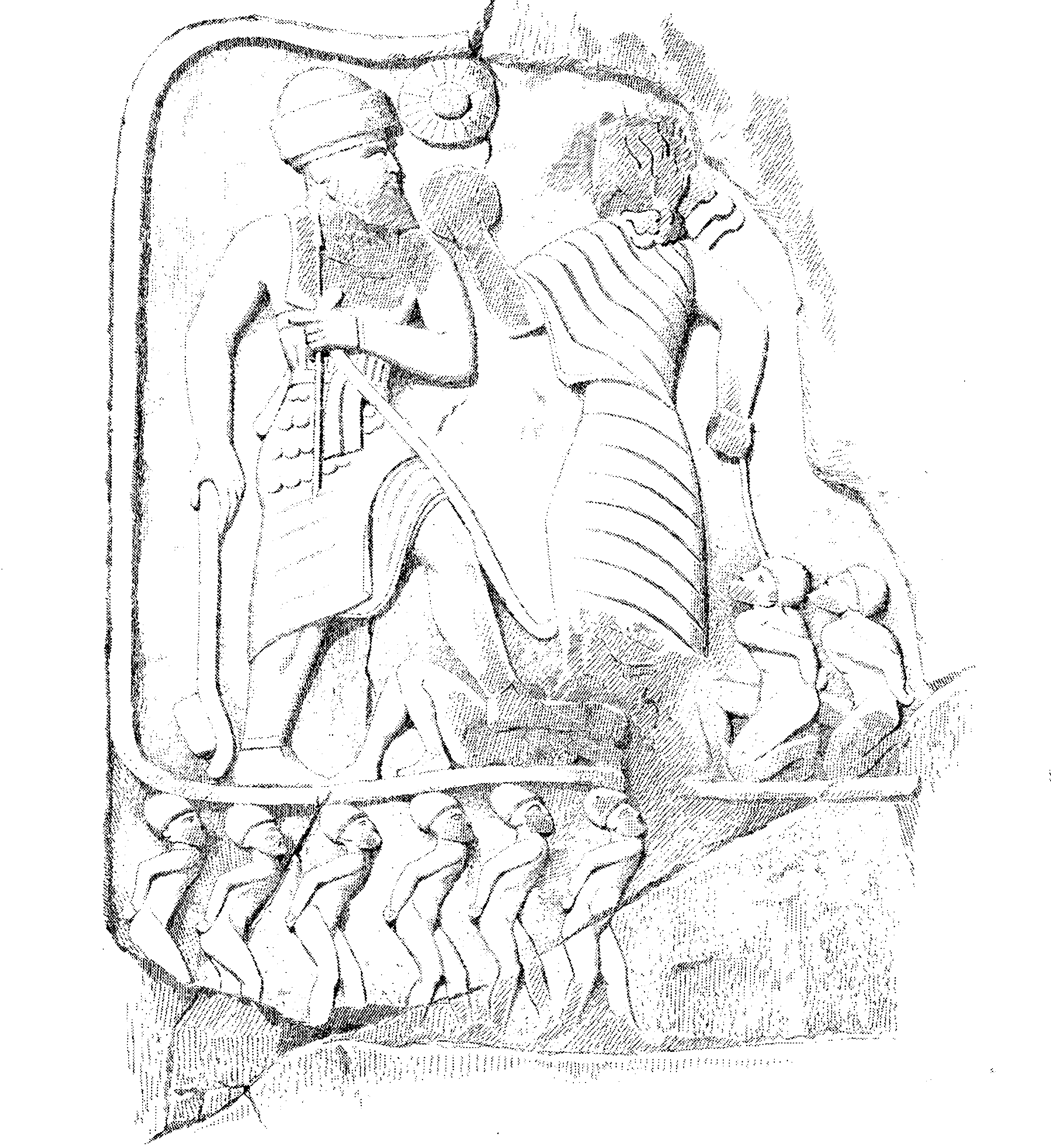
Zeichnung des Reliefs mit der Darstellung des Annubanini und Ištar. Das Relief wird heute auf die Neusumerische Zeit datiert.

Annubanini war ein Lulubikönig im iranischen Hochland um etwa 2250 v. Chr.

## Relief
Annubanini war ein Zeitgenosse Sargons von Akkad. Die altorientalische Forschung erlangte von ihm Kenntnis durch eine akkadische Monumentalinschrift auf einem Felsen bei Sarpol-e Sahab (in der Provinz Kermānschāh). Der Entdecker dieses Felsreliefs, Ernst Herzfeld (1879–1948), schrieb 1941 dazu unter anderem:

“There are three sculptures on the rocks behind the village of Sarpul on the Baghdad-Hamadan road. The most elaborate one represents a triumph of Annubanini, king of the Lullu, a tribe related to the Kashshu. […] From the Akkadian inscription we may infer the time of Naram Sin of Akkad as the date of the sculpture.”

„Auf den Felsen hinter dem Dorf Sarpul auf der Straße Bagdad–Hamadan befinden sich drei Bildhauereien. Die aufwendigste stellt den Sieg des Königs Annubanini der Lulubi dar, eines Stammes, der mit den Kashshu verwandt ist. […] Durch die akkadische Inschrift können wir annehmen, dass die Skulptur aus der Zeit Naram-Sins von Akkad stammt.“